# Internierung in der Schweiz im Zweiten Weltkrieg
Während der Internierung in der Schweiz im Zweiten Weltkrieg nahm die Schweiz ab Juni 1940 ausländische Militärpersonen als Internierte auf und brachte sie in rund 600 Lagern in verschiedenen Landesteilen unter. Insgesamt nahm die Schweiz zwischen 1940 und 1945 rund 104'000 Militärangehörige aller Kriegsparteien auf. Dabei wurden auch Kriegsdienstverweigerer, Deserteure und geflohene Kriegsgefangene als Internierte aufgenommen. Einzig Angehörige der SS und einiger anderer deutscher Militärverbände wurden abgewiesen. Teilweise wurden auch Zivilflüchtlinge interniert. Die Internierung dauerte v. a. bei den Polen bis ins Jahr 1946.

## Vorgeschichte
Die Internierung von Militärpersonen ist seit 1907 in den Haager Abkommen geregelt. Demnach sind «nicht Krieg führende Länder» berechtigt, ausländische Militär- und Zivilpersonen in Lagern o. ä. Orten, die von der Armee verwaltet werden, mit Aufenthaltsverboten ausserhalb eines bestimmten Bereichs zu belegen und – mit Ausnahme der Offiziere – zur Arbeit zu verpflichten. Damit geht eine Entwaffnung der ausländischen Einheiten und i. d. R. die Gewährung von Asyl einher. Die Internierung dauert meist bis zum Ende des Konflikts.
Erstmals internierte die Schweiz 1870/71 während des Deutsch-Französischen Krieges die französische Ostarmee (sog. «Bourbaki-Armee»). Die Aufnahme von Kriegsgefangenen im Ersten Weltkrieg stellte hingegen keine Internierung dar.

## Internierung im Zweiten Weltkrieg

### Ereignisse
In einer ersten Zeit des Zweiten Weltkrieges stellte sich die Frage einer möglichen Internierung von ausländischen Militärpersonen in der Schweiz für Verwaltung und Armee nicht. So waren 1939 nur gerade drei deutsche Fallschirmspringer im Berner Oberland interniert. Teile der Schweizer Armee standen der Internierung fremder Militärpersonen zudem lange äusserst skeptisch gegenüber. Noch im Juni 1940 äusserte sich General Guisan negativ über eine allfällige Internierung. Unter anderem deshalb, weil er eine Verschlechterung der Beziehungen zu Deutschland und damit der schweizerischen Position befürchtete.
Nach dem Fall von Paris drängten deutsche Panzerverbände das 45. französische Armeekorps in den Jura ab. Deren General Marius Daille ersuchte, um deutscher Kriegsgefangenschaft zu entgehen, den schweizerischen Bundesrat um Asyl, was dieser am 20. Juni 1940 gewährte. In der Nacht vom 19. auf den 20. Juni erfolgte der Übertritt über den Doubs von 12'000 Franzosen und 16'000 Polen (darunter 12'500 Polen der 2. Schützendivision), 7'800 Pferde und 1'600 Motorfahrzeuge samt Material und Munition bei den Grenzübergängen in der Nähe von Goumois (heute Gemeinde Saignelégier). Mit den bereits vorher internierten 12'000 wuchs die Zahl auf 40'000 und mit den Übertritten der folgenden Tage auf insgesamt 43'000 Soldaten, die von der Schweizer Armee entwaffnet und interniert wurde. Die polnischen Soldaten wurden in der ganzen Schweiz besonders im Strassenbau eingesetzt. Diese Strassen wurden von der Bevölkerung Polenwege genannt.
Die Franzosen wurden nach dem Waffenstillstand Deutschlands mit Frankreich ab Februar 1941 nach Frankreich repatriiert. Die rund 15'000 Polen, die in der Schweiz verblieben, waren die einzige Interniertengruppe, die bis Kriegsende und darüber hinaus ständig in der Schweiz interniert blieb.
Erst nach dem Zusammenbruch des Faschismus in Italien wurden ab Herbst 1943 wieder in grösserer Zahl Angehörige fremder militärischer Verbände, zunächst Italiener, ab Sommer 1944 auch Verbände der deutschen Wehrmacht, interniert. Hinzu kamen vereinzelte Gruppen, wie beispielsweise notgelandete US-amerikanische Militärpiloten. Im September 1944 befand sich mit rund 44'000 Internierten die Höchstzahl der gleichzeitig anwesenden Internierten in der Schweiz. 
Aus der italienischen Partisanenrepublik Ossola flohen 1944 schätzungsweise 3'000 Partisanen in die Schweiz und wurden interniert. In den letzten Kriegsmonaten kamen infolge der allgemeinen Migrationswelle in Europa immer wieder neue Internierte in die Schweiz. Zudem gelang es im Frühling 1945 sowjetischen Kriegsgefangenen, aus Deutschland zu flüchten.
Insgesamt waren 1940–1946 über 100'000 fremde Militärpersonen aus 38 Ländern in der Schweiz interniert. Hinzu kamen spezielle Kategorien von Zivilflüchtlingen, die, wie die sogenannten «politischen Flüchtlinge», teilweise ebenfalls interniert wurden. Allerdings standen die Zivilinternierten nicht unter der Oberaufsicht der Armee, sondern ziviler Behörden. Ein weiterer Sonderfall war die Internierung deutscher Bodenseeschiffe in der Schweiz 1945. Im Ganzen befand sich in ungefähr jeder sechsten Ortschaft der Schweiz ein Internierungslager.
Nach Kriegsende forcierten die Schweizer Behörden die rasche Heimkehr der Internierten, teilweise gegen deren Willen. Allerdings verblieben noch bis im Sommer 1946 Internierte in der Schweiz.

### System der Interniertenlager

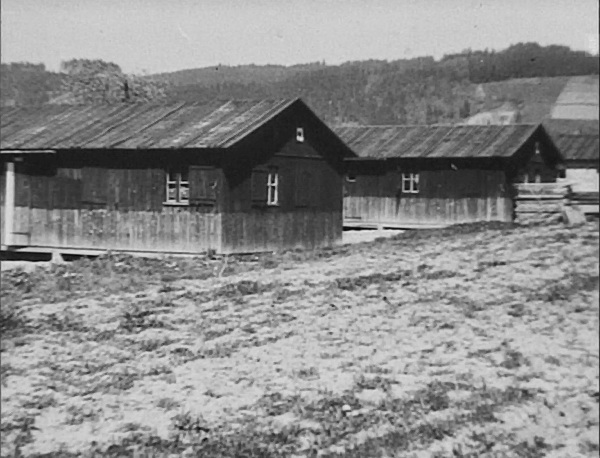
Beispiel eines grossen Internierungslagers: Baracken im Interniertenstraflager Wauwilermoos

Die Internierung des 45. französischen Armeekorps traf die Schweizer Armee und Bundesverwaltung unvorbereitet. Es stand keine geeignete Lagerstruktur zur Verfügung. Dementsprechend improvisiert war die Organisation zur Unterbringung der Internierten zunächst, was zur Folge hatte, dass die Armee einige Zeit brauchte, bis die Kontrolle über den Standort der Internierten hergestellt war. Schliesslich wurden die Internierten des 45. französischen Armeekorps anfangs in Sammellagern nahe der Grenze zusammengefasst und später in Lager im Mittelland gebracht.
Im Juni 1940 wurde mit dem Eidgenössischen Kommissariat für Internierung und Hospitalisierung (EKIH) eine Verwaltungsorganisation geschaffen, die sich um die Organisation der Interniertenlager kümmerte. Zunächst verfolgte das EKIH aus Kosten- und Bewachungsgründen die Strategie, möglichst grosse Interniertenlager zentral an möglichst wenigen Orten zu errichten. So entstand beispielsweise das Internierungslager Büren an der Aare. Diese Strategie offenbarte aber rasch Mängel, weshalb man ab 1941 begann, rund 600 kleinere Lager zu errichten.
Im Laufe des Krieges wurde so ein dezentrales System entwickelt, das aus Auffang-, Quarantäne, Stamm- und Arbeitslagern in verschiedenen, ständig wechselnden Regionen bestand. Zunächst kamen die Internierten an der Grenze in Auffang-, danach in Quarantänelager. Schliesslich wurden sie in die eigentlichen Interniertenlager gebracht. Stammlager wurden dabei über eine längere Zeit ständig betrieben und bildeten die Basis für Arbeitslager, wohin Internierte aus den Stammlagern geschickt wurden, um vor Ort einer bestimmten Arbeit nachzugehen. Daneben bestand die Möglichkeit, einzelne Internierte ausserhalb der Lager – beispielsweise in der Landwirtschaft – in einen Arbeitseinsatz zu schicken. Das Lagersystem zeichnete sich somit gegen Kriegsende durch einen stärkeren Dezentralisierungsgrad aus. Die verschiedenen Lager waren regionalen Abschnitten zugeordnet, die im Krieg mehrfach reorganisiert wurden. Bereits in den Abschnittskommandos wurden internierte polnische Verbindungsoffiziere eingesetzt. In der Regel war eine Mannschaft in Kompaniestärke pro Internierungsabschnitt zur Bewachung aller Internierungslager des Abschnittes eingeteilt. Dem einzelnen Lagerkommandanten standen neben den zur Bewachung abkommandierten Soldaten einige wenige weitere Ordonnanzen und polnische Offiziere, die die Verbindungen zu den internierten Soldaten verbessern sollten, zur Verfügung. Dabei kam es stets zu Personalengpässen, wobei besonders die Suche nach geeigneten Lagerkommandanten oft erfolglos blieb, was teilweise dazu führte, dass Unteroffiziere oder gar Soldaten ein Interniertenlager leiteten.

### Das Leben der Internierten in der Schweiz

#### Alltag

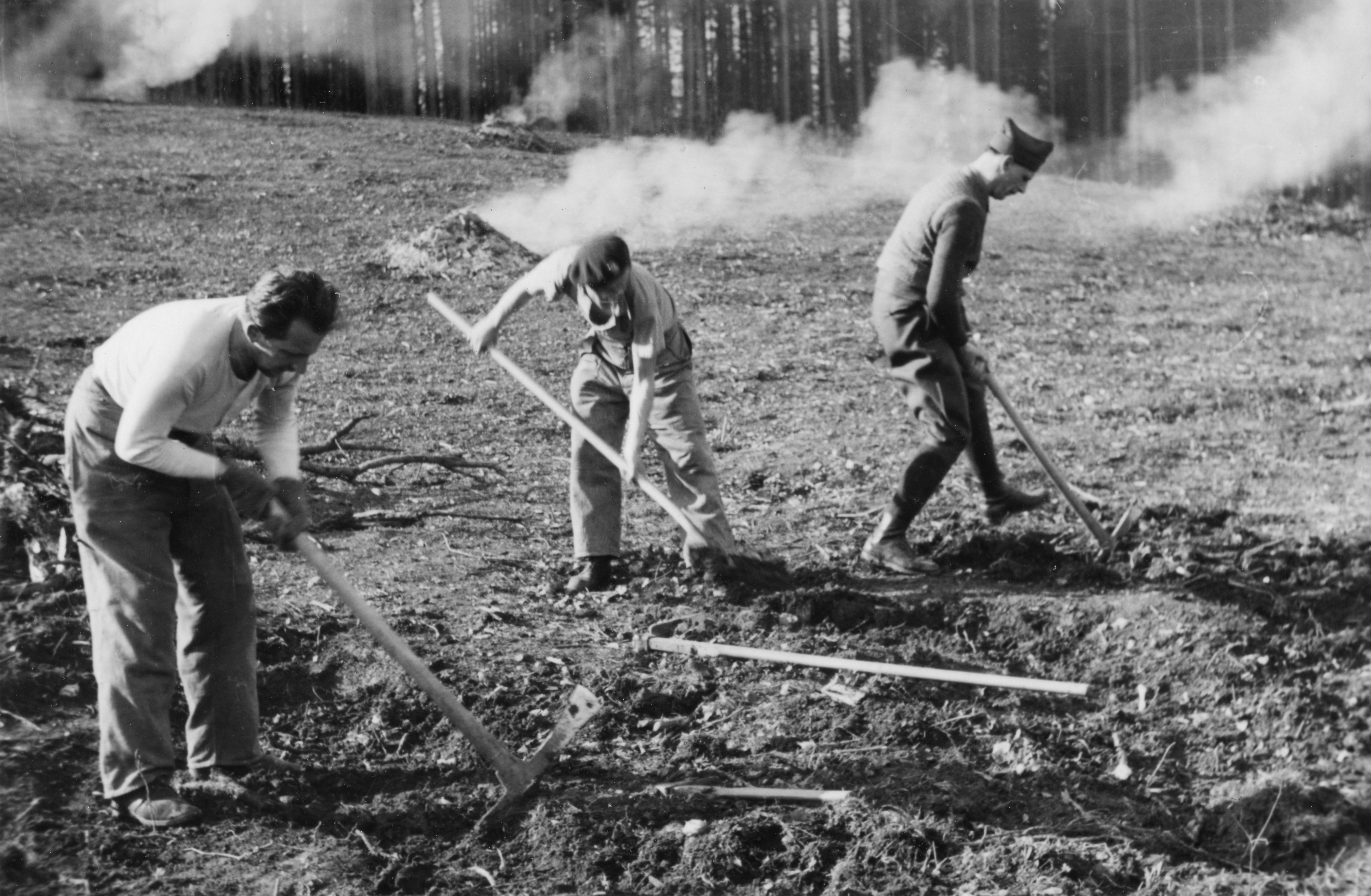
Internierte beim Roden von Baumwurzeln während eines Arbeitseinsatzes

Der Alltag der Internierten war vor allem durch die Organisation der Lager und später auch durch den Arbeitseinsatz geprägt. Die Organisation der Lager war geprägt durch Verbote und Weisungen, die durch die Bewachungsmannschaften mehr oder weniger strikt durchgesetzt wurden. Die häufigen Wechsel der Bewachungsmannschaften erschwerten oftmals eine reibungslose Organisation des Lageralltages. Teilweise kam es auch zu Konflikten zwischen Internierten und Schweizer Lagermannschaft. Als Beispiel ist der Aufstand im Interniertenlager Büren an der Aare gegen die rigorose Durchsetzung der militärischen Lagerordnung zu erwähnen. Es ist zudem zu erwähnen, dass es auch innerhalb der Internierten selber zu Spannungen kam.
Zuwiderhandlungen gegen die Anordnungen der Lagerkommandanten oder der Behörden wurden bestraft. Hauptgründe für Bestrafungen waren nicht nur verbotene Kontakte zur Zivilbevölkerung, sondern auch übermässiger Alkoholkonsum und vor allem der Tatbestand der Flucht. In der Regel wurden die betreffenden Internierten mit Arrest bestraft. Für «schwere Fälle», zum Beispiel bei der Flucht, wurden zudem eigene Interniertenstraflager, wie beispielsweise im Wauwilermoos, eingerichtet. Allein im August 1940 versuchten fast 400 internierte Polen zu fliehen. Die Fluchtversuche wurden teilweise durch die Zivilbevölkerung gedeckt.
Die ursprüngliche Lagerkonzeption des EKIH sah keine Beschäftigungsmöglichkeiten für die Internierten vor, weshalb das Lagerleben für die Internierten zu Beginn äusserst monoton war. Zudem waren eventuelle Arbeitseinsätze nicht geplant worden und waren deshalb höchstens auf freiwilliger Basis und zeitlich eingeschränkt möglich. Daneben wurden in den Lagern als Beschäftigungsmöglichkeit Bastelarbeiten gefertigt.
Zwar wurden ab Juli 1940 erste Kulturabende durchgeführt, allerdings blieben auch die kulturellen Beschäftigungsmöglichkeiten für die Internierten zunächst spärlich. Von Beginn weg beauftragte des EKIH den Christlichen Verein Junger Männer (CVJM) mit der Durchführung der Freizeitbeschäftigungen. Mit der Zeit wurde das Angebot vielfältiger und es konnten Theaterabende mit Internierten als Hauptdarsteller, Liederabende, Schachkurse und vieles mehr durchgeführt werden.
Bis Frühling 1941 leisteten viele Internierte freiwillig Arbeitseinsätze in der Landwirtschaft. Zudem wurden in den Lagern als Beschäftigungsmöglichkeit Bastelarbeiten gefertigt. Angedacht war auch bereits der Einsatz bei Meliorationsvorhaben. Als sich aber eine ungewisse Aufenthaltsdauer der (polnischen) Internierten abzuzeichnen begann, wurde 1941 vom EKIH eine Arbeitspflicht für Internierte eingeführt. Geplant war v. a. ein Einsatz bei den landwirtschaftlichen Arbeiten des Plans Wahlen. Daneben waren aber auch Einsätze auf Baustellen, bei Rodungsarbeiten und Meliorationsarbeiten oder anderen Bereichen, in denen Arbeitskräftemangel herrschte, möglich. Die Arbeit der Internierten gestaltete sich dabei je nach Herkunftsland unterschiedlich. Für ihre Arbeit wurden die Internierten mit einem Lohn, der zwar dem Sold eines Schweizer Soldaten entsprach, aber deutlich unter dem Ansatz für einen Schweizer Arbeiter oder Knecht lag, entlohnt, was wiederum zu Konflikten mit der einheimischen Bevölkerung führte, da die Polen als billige Arbeitskräfte den Schweizern oft vorgezogen wurden. Lohnerhöhungen standen verschiedene Akteure – allen voran die Armeeführung und das EKIH, aber auch Bergbauern äusserst kritisch gegenüber.

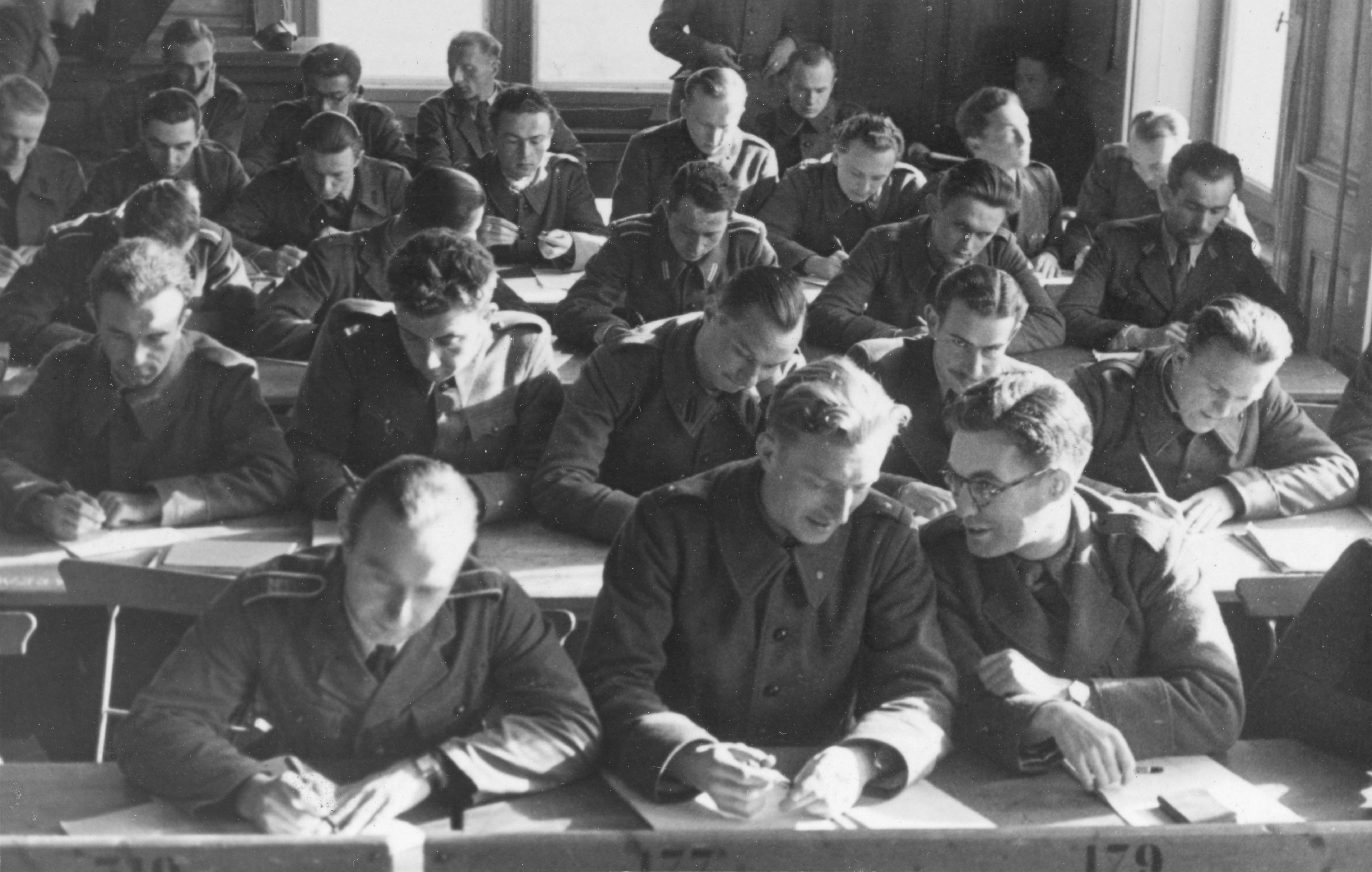
Polnische Internierte während einer Vorlesung des Hochschullagers in Sirnach.

Um polnischen Internierten die Fortsetzung ihrer Ausbildung zu ermöglichen, wurden 1940 Internierten-Hochschul-Lager und Gymnasial-Lager geschaffen. In Zusammenarbeit mit der Eidgenössischen Technischen Hochschule Zürich und der Universität Zürich entstand ein Hochschul-Lager in Winterthur, mit der Université de Fribourg in Hauterive und mit der Handelshochschule St. Gallen in Sirnach, Gossau und später Herisau. Finanziell getragen wurden diese Lager durch das eidgenössische Kommissariat für Internierung und Hospitalisierung (EKIH) sowie den Fonds Européen de Secours aux Étudiants (FESE). Aufgelöst wurden diese Ausbildungs-Lager 1947.

#### Interniertenpost
Die Feldpost organisierte ab Juni 1940 den Postverkehr der Internierten und richtete dafür in der Nähe von Bern, lange in Münchenbuchsee, später in Gümligen, eine Stelle für Interniertenpost ein. Während des Kriegs wurden insgesamt rund 24 Mio. Sendungen von und für Kriegsinternierte verschickt. Obwohl die Schweiz nicht dazu verpflichtet gewesen wäre, gewährte sie den Internierten gleich wie den Schweizer Armeeangehörigen die Portofreiheit. Die Regeln für den Postbetrieb wurden in sogenannten Postbefehlen festgehalten, die in zahlreichen Sprachen erschienen. (Post-)Arbeiten, welche die Internierten betrafen, wurden wann immer möglich von diesen selber ausgeführt. So waren Internierte als Postordonnanzen in den Lagern und als Mitarbeiter in der Stelle für Interniertenpost tätig.
Sämtlicher Postverkehr lief über das Interniertenpostbüro in Münchenbuchsee, wo die Post sortiert und den einzelnen Lagern oder zivilen Adressen zugeordnet wurde. Im Interniertenpostbüro bestand eine Zentralkartei, die ständig nachgeführt wurde, damit die Post für die einzelnen Internierte ohne Verzögerung an den richtigen Lagerort geleitet werden konnte. Die Führung dieser «Karthotek» war deshalb beschlossen worden, weil das EKIH zumindest in der Anfangszeit der Internierung die ständigen Lagerwechsel der Internierten nicht schnell genug an die Interniertenpost weiterleiten konnte oder nicht wusste, wo sich diese befanden. Vor Errichtung der Karthotek führte dies zu zahlreichen temporär unzustellbare Sendungen. Das Interniertenpostbüro führte zudem weitere Karteien über verstorbene oder geflüchtete Internierte. Bei ihrer Heimschaffung konnten die Internierten zudem Nachsendeadressen angegeben. Auch diese wurden in einer Kartei im Interniertenpostbüro gesammelt. Die Karteien waren derart aktuell und nützlich, dass sie sogar das Interesse des IKRK weckte, das damit den Verbleib vieler Flüchtlinge klären konnte.

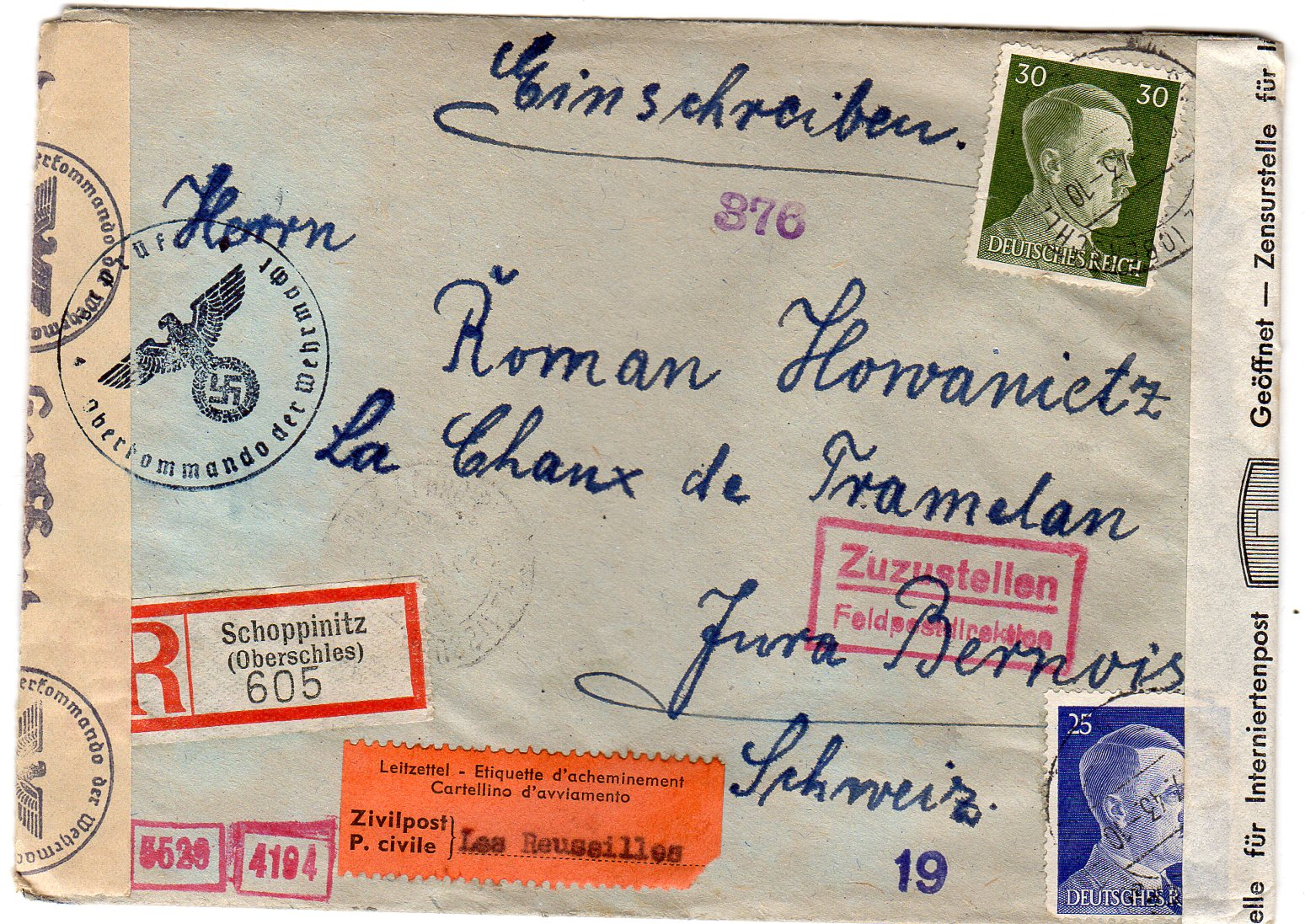
Beispiel eines in Deutschland und der Schweiz zensierten und an den neuen Lagerort weitergeleiteten Briefs an einen polnischen Internierten

Die Sendungen der Internierten unterlagen der Zensur, weshalb sämtliche Post zuerst die Zensurstelle in Bern passieren musste. Die Post der Internierten wurde zu diesem Zweck lange Zeit mit dem Lastwagen nach Bern gebracht.  Die räumliche Trennung der beiden Teile der Interniertenpost gab immer wieder Anlass zur Kritik, war aber aus Platzgründen nötig gewesen. Nach der Zensur gelangte die Post auf gleichem Weg zurück ins Interniertenpostbüro und wurde von dort auf dem Zivilpostweg an die Poststellen der Lagerorte geschickt.
Der Postdienst in den Lagern wurde durch eine internierte Postordonnanz besorgt. Sie stand in engem Kontakt zur Zivilpoststelle des Lagerortes, die im internen Verkehr der Interniertenpost als «Interniertenpoststelle» bezeichnet wurde. Die Postordonnanz empfing sämtliche Post und alle Geldsendungen für die Internierten des Lagers von der Interniertenpoststelle und lieferte alle abgehenden Postsendungen wieder in der Poststelle ab. Vor der Verteilung an die Internierten legte die Postordonnanz dem Lagerkommandanten die Sendungen zur Kontrolle vor. Dieser kontrollierte unter anderem die Pakete, die nicht an die Zensurstelle gelangten, auf Briefe und zensierte teilweise selber Briefe. Die Postordonnanz verfügte im Lager über ein eigenes Postlokal oder mindestens über einen abschliessbaren Ort, wo nicht abgeholte Sendungen, Postutensilien und Formulare aufbewahrt wurden. Daneben wurde in den Lagern ein abschliessbarer Briefkasten aufgestellt und sichtbar der Postbefehl aufgehängt. Zudem war die Postordonnanz für die Nachführung einer lagerinternen Interniertenkartei und die Meldung der Mutationen an das Interniertenpostbüro, in dem sich die Zentralkartei befand, zuständig. Des Weiteren stand die Postordonnanz auch mit sich nicht am Lagerort in einem Einzelarbeitseinsatz befindenden Internierten zuständig. Sie leitete ihnen ihre Post auf dem Postweg in einem speziellen Umschlag weiter und leitete deren Post an die Interniertenpoststelle weiter. Alle aus dem Interniertenlager abgehende Post landete wieder in Münchenbuchsee/Gümligen.
Die häufigen Ortswechsel der Internierten wurden auch für die Interniertenpost zum Problem. Denn immer wieder mussten Interniertenpostordonanzen das Lager wechseln, obwohl das bisherige Lager gar nicht geschlossen wurde. Den Lagerkommandanten wurde deshalb von der Feldpost nahegelegt, Interniertenpostordonanzen so wenig wie möglich zu versetzen. Weitere Probleme für die Interniertenpost ergaben sich aus der Adressierung der Post an die Internierten an Pseudonymadressen, was die Feldpost verboten hatte. Daneben kam es auch zu Problemen mit einzelnen Lagerkommandanten, die ihre Kontrollrechte missbrauchten. Besonders bekannt ist der Fall des Lagerkommandanten des Interniertenstraflagers Wauwilermoos, André Béguin, der widerrechtlich über 500 Briefe von und an Internierte zurückbehalten hatte.
Der grenzüberschreitende Postverkehr wurde vom Feldpostdienst in enger Zusammenarbeit mit dem IKRK organisiert. Dabei ergaben sich kriegsbedingt immer wieder Zustellungs- und Transportschwierigkeiten.

#### Beziehungen der Internierten zu Zivilpersonen
Die Schweizer Behörden, vor allem das EKIH, waren bestrebt, den Kontakt zwischen Internierten und Schweizern möglichst zu minimieren. Aus diesem Grund wurde 1941 der sogenannte «Orange Befehl» erlassen, der die «Beziehungen der Zivilbevölkerung zu den Internierten» regelte und die Internierten strengen Disziplinierungsmassnahmen unterstellte. Er ersetzte ähnliche frühere Bestimmungen. Gemäss dem «Orangen Befehl» war es Zivilpersonen u. a. verboten den Internierten Geld, Zivilkleidung oder Fahrkarten abzugeben, ihnen bei der Umgehung der Postzensur zu helfen oder Zugang zu einem Telefon zu verschaffen, sowie ihnen selbstgefertigte Gegenstände abzukaufen. Internierten war es weiter verboten ohne Bewilligung Fahrrad zu fahren, eine Privatwohnung, ein Wirtshaus, Theater, Kino oder eine andere öffentliche Veranstaltung zu betreten oder zu besuchen.
Allerdings belegen bereits die vielen Klagen offizieller Behörden, dass diese Bestimmungen durch die Bevölkerung oft umgangen wurden. Es entstanden nichtsdestotrotz vielfach enge Beziehungen zwischen Internierten und Schweizern. So schlug besonders den Polen seitens der Bevölkerung und auch seitens der Presse eine breite Sympathiewelle entgegen, wie beispielsweise Zeitzeugenberichte aus Büren a. A. belegen. Je länger die Anwesenheit der Internierten dauerte, desto öfter waren sie aber auch Gegenstand der öffentlichen Kritik. Besonders ungern sahen Behörden und Öffentlichkeit Beziehungen zwischen Internierten und Schweizerinnen. Aus diesem Grund waren Ehen zwischen Schweizerinnen und Internierten verboten. Allerdings sind zahlreiche Liebesbeziehungen bekannt, die in über 300 Fällen zur Eheschliessung führten.

## Erinnerung an die Internierten

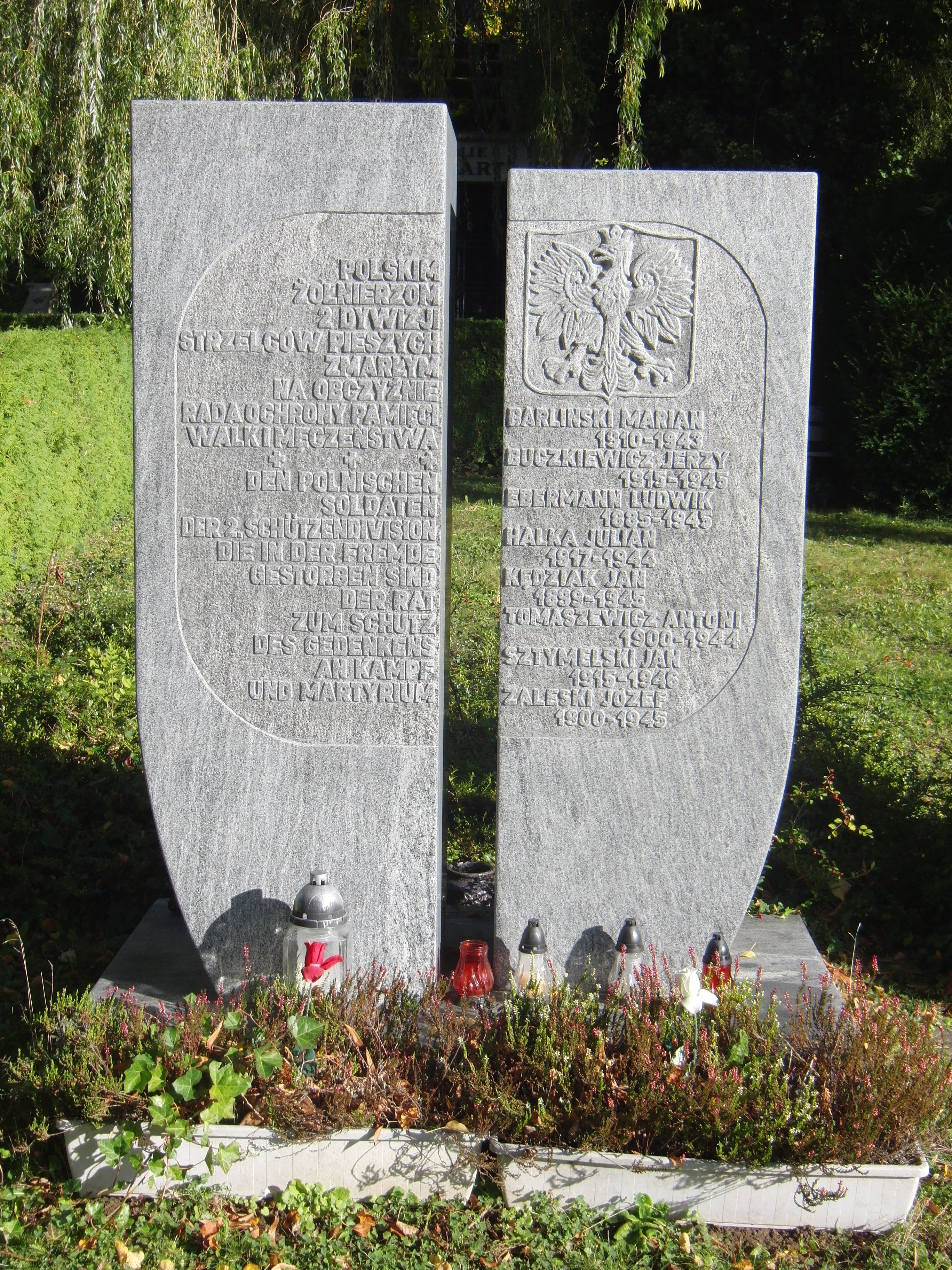
Polen-Denkmal in Winterthur

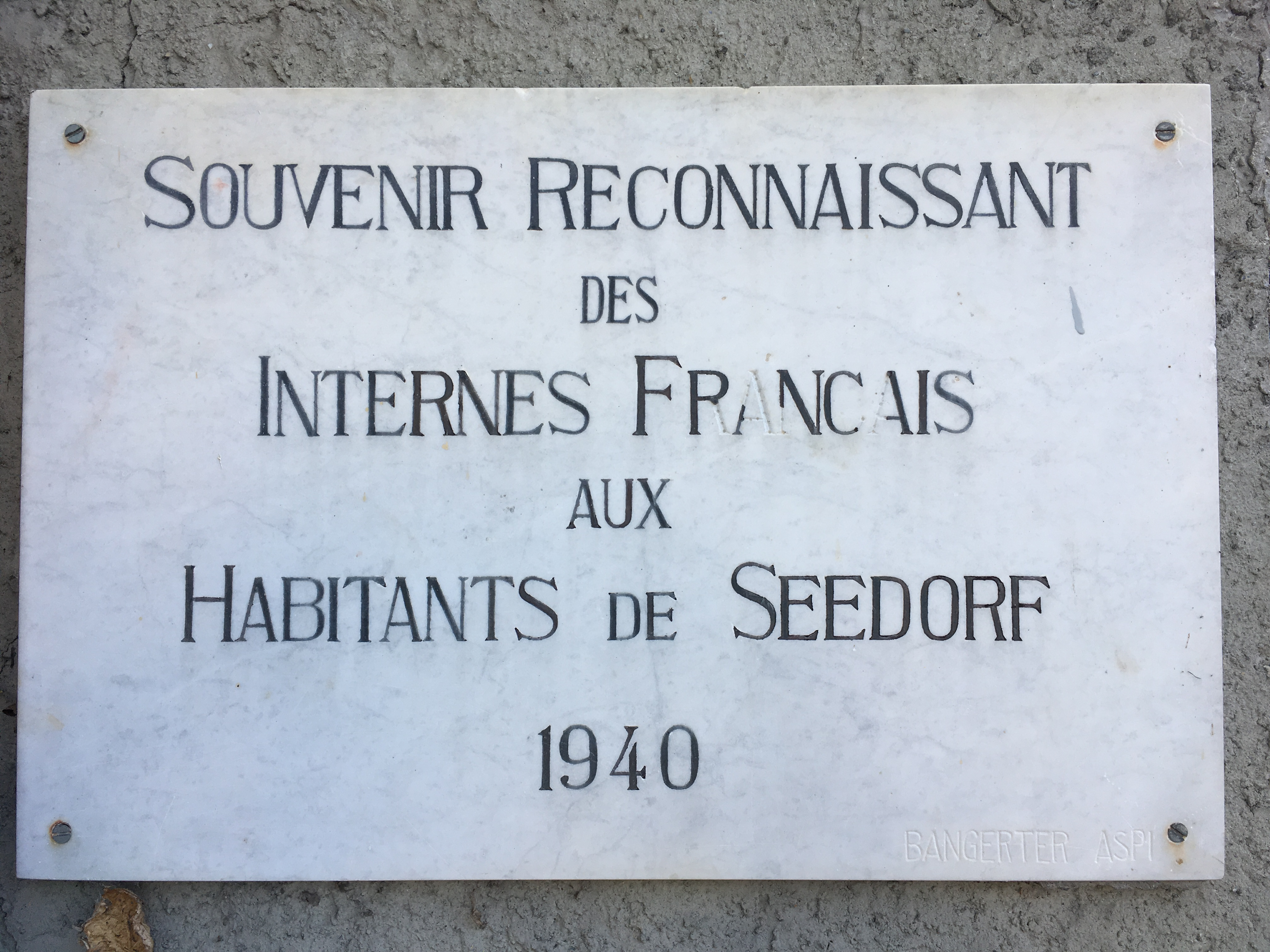
Gedenktafel an die Internierung der Franzosen in Seedorf/BE im Jahr 1940. Gestiftet von den Internierten selbst.

Durch die übliche Unterbringung der Internierten in bestehenden Gebäuden, so beispielsweise Schulhäuser, Gemeindehäuser oder andere öffentliche Gebäude, die nach dem Krieg ihrer angestammten oder einer neuen Funktion zugeführt wurden, entstanden in der Regel keine eigenen Lagerbauten. Wo dies trotzdem geschah, wurden die verwendeten Baracken meist – teilweise noch während des Krieges – abtransportiert und an einem anderen Ort weiterverwendet. Nicht mehr verwendete Gebäude, die keinem neuen Zweck zugeführt werden konnten, wurden in der Regel abgebrochen. So besteht beispielsweise vom Interniertenlager Büren an der Aare von ehemals über 120 Gebäuden im Jahr 2017 nur noch die ehemalige Wäscherei, die zwischenzeitlich als landwirtschaftliches Gebäude genutzt wurde. In der Stadt Winterthur wurden die internierten Polen sogar bei Privaten untergebracht.

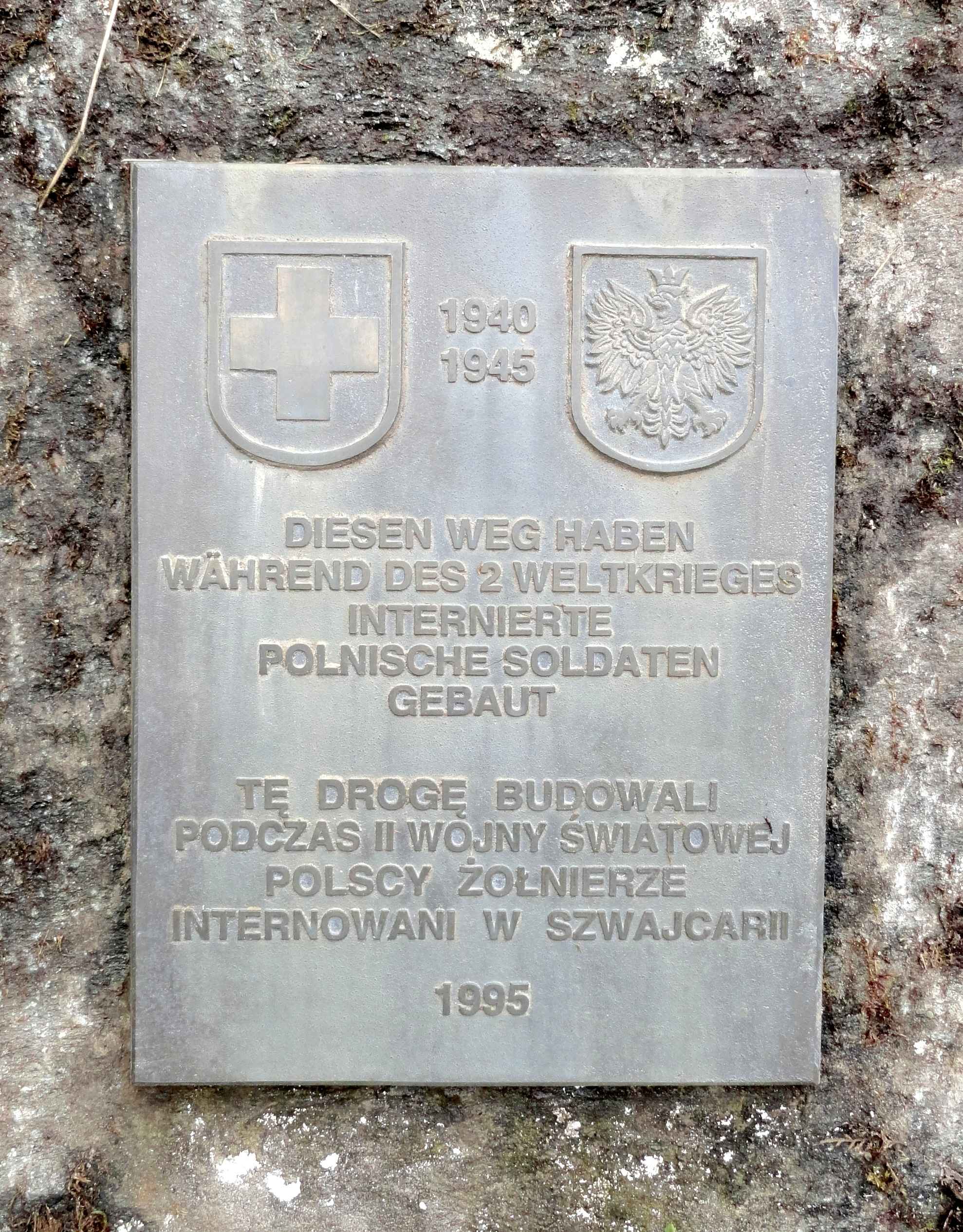
Tafel beim Polenweg in Rueun

Bereits während des Kriegs entstanden an mehreren Standorten von ehemaligen oder zu dieser Zeit betriebenen Interniertenlagern Denkmäler an die Internierung, was auch durch die ständige Dislokation der Interniertenlager gefördert wurde. Diese wurden teilweise von den Internierten selber erstellt und stellten so Dankesbezeugungen an die einheimische Bevölkerung für die Aufnahme dar. Vielerorts existieren auch sogenannte Polenwege, die die polnischen Internierten als Arbeitsbeschäftigungen zu erstellen hatten. An diesen Wegen wurden oftmals Erinnerungstafeln angebracht. Zudem sind auf Friedhöfen teilweise Erinnerungssteine für in der Schweiz verstorbene Internierte zu finden, beispielsweise das Polen-Denkmal auf dem Friedhof Rosenberg in Winterthur.
In Gedenken an die Internierten entstanden auch in den Jahrzehnten nach dem Kriegsende Denkmäler an den Orten ehemaliger Interniertenlager, v. a. um gegen das Vergessen dieser Lager anzuwirken. Zum Beispiel wurden in Büren an der Aare im Jahr 2000 zwei Gedenksteine eingeweiht. Die Geschichte der internierten Polen wird zudem im Polenmuseum dargestellt. Mittlerweile stehen einige Interniertendenkmäler unter Heimatschutz. Vielerorts wurde allerdings nie an die Internierten erinnert.

## Liste von Standorten wichtiger Internierungslager (Auswahl)
Insgesamt existierten mindestens 1100 Internierungslager in der Schweiz während des Zweiten Weltkriegs. Die genaue Zahl ist nicht bekannt. Der Schlussbericht der EKIH nennt insgesamt 1200 Ortsnamen aus der ganzen Schweiz.
Die folgende Liste enthält eine Auswahl besonders wichtiger Internierungslager.
- Interniertenhospital Leysin
- Internierungslager Adliswil
- Internierungslager Büren an der Aare
- Internierungslager Girenbad
- Internierungslager Giswil
- Interniertenlager Münchenbuchsee (angegliedert an die Interniertenpost)
- Interniertenstraflager Wauwilermoos
- Hochschullager Winterthur